# Stazione di Mergozzo
La stazione di Mergozzo è una stazione ferroviaria posta sulla linea Domodossola-Milano. Serve il centro abitato di Mergozzo.

## Storia
La stazione venne attivata il 16 gennaio 1905 con l'attivazione del tronco Arona-Domodossola della ferrovia Milano-Domodossola

## Strutture e impianti
Il piazzale è composto da due binari di corsa, impiegati dai treni provenienti dalla direzione Milano oppure da Domodossola. In precedenza, l'impianto era dotato di un ulteriore binario.

## Servizi
È gestita da Rete Ferroviaria Italiana che ai fini commerciali classifica l'impianto in categoria Bronze

## Movimento
La stazione è servita dai treni regionali svolti da Trenitalia e Trenord (collegamenti Milano-Domodossola) svolti nell'ambito del contratto di servizio stipulato con le regioni Lombardia e Piemonte.